# Бекку, Жереми
Жереми́ Бекку́ (фр. Jérémy Beccu; род. 22 сентября 1990, Ошель) — французский боксёр, представитель первой наилегчайшей и легчайшей весовых категорий.
Выступал за сборную Франции по боксу в конце 2000-х — начале 2010-х годов, чемпион Средиземноморских игр в Пескаре, бронзовый призёр чемпионата мира среди юниоров, победитель турниров национального и международного значения, участник летних Олимпийских игр в Лондоне.
С 2013 года боксирует на профессиональном уровне, дважды претендовал на титул чемпиона Франции.

## Биография
Жереми Бекку родился 22 сентября 1990 года в коммуне Ошель департамента Па-де-Кале. Проходил подготовку в боксёрском клубе коммуны Брюэ-ла-Бюисьер.

### Любительская карьера
Впервые заявил о себе в 2008 году, когда стал чемпионом Франции среди юниоров и вошёл в состав французской национальной сборной. Побывал на юниорском чемпионате мира в Гвадалахаре, откуда привёз награду бронзового достоинства, выигранную в первой наилегчайшей весовой категории.
В 2009 году Бекку стал чемпионом Франции среди взрослых спортсменов и одержал победу на Средиземноморских играх в Пескаре.
В 2010 и 2011 годах неизменно удерживал звание сильнейшего боксёра французского национального первенства в своей весовой категории. Боксировал на чемпионате Европы в Анкаре и чемпионате мира в Баку, однако попасть в число призёров на этих соревнованиях не смог.
Благодаря череде удачных выступлений удостоился права защищать честь страны на летних Олимпийских играх 2012 года в Лондоне, тем не менее, провёл здесь только один поединок — уже на предварительном этапе потерпел поражение от казаха Биржана Жакыпова и выбыл из борьбы за медали.

### Профессиональная карьера
Покинув олимпийскую сборную, Бекку решил попробовать себя среди профессионалов и в 2013 году успешно дебютировал на профессиональном ринге. В течение двух лет одержал семь побед, но затем в его послужном списке начали появляться поражения. Он дважды оспаривал вакантный титул чемпиона Франции в легчайшей весовой категории, однако оба титульных боя проиграл.